# Gnowangerup
Gnowangerup è una città situata nella regione di Great Southern, in Australia Occidentale; essa si trova 355 chilometri a sud-est di Perth ed è la sede della Contea di Gnowangerup. Al censimento del 2021 contava 2 862 abitanti.